# Verbandsgemeinde Vorharz
Die Verbandsgemeinde Vorharz ist eine zum 1. Januar 2010 im Landkreis Harz in Sachsen-Anhalt entstandene Verbandsgemeinde. Ihr Sitz ist in Wegeleben mit Außenstellen in Schwanebeck und Wedderstedt.

## Geographie
Die Verbandsgemeinde liegt im Harzvorland an den Flüssen Bode, Holtemme und Selke. Außerdem hat sie Anteil am Hakel.
In der Verbandsgemeinde Vorharz haben sich die folgenden sieben Mitgliedsgemeinden zusammengeschlossen:
- Ditfurt
- Groß Quenstedt
- Harsleben
- Hedersleben
- Schwanebeck, Stadt
- Selke-Aue
- Wegeleben, Stadt

## Geschichte
Die Verbandsgemeinde übernahm bei ihrer Gründung die Verwaltungsaufgaben der zeitgleich aufgelösten Verwaltungsgemeinschaft Bode-Holtemme und der Verwaltungsgemeinschaft Ballenstedt/Bode-Selke-Aue, soweit es bei letzterer die Gemeinden Ditfurt, Hausneindorf, Hedersleben, Heteborn und Wedderstedt betraf, sowie einige Aufgaben, die bisher bei den Mitgliedsgemeinden lagen.
Da Verbandsgemeinden höchstens acht Mitgliedsgemeinden mit je 1.000 Einwohnern haben dürfen, gab es noch am Tag ihrer Bildung folgende Veränderungen:
- Eingemeindung der Gemeinde Nienhagen in die Stadt Schwanebeck
- Zusammenschluss der Gemeinden Hausneindorf und Wedderstedt zur neuen Gemeinde Selke-Aue
- Eingemeindung der Gemeinde Heteborn in die Gemeinde Selke-Aue

## Politik

### Bürgermeister
- seit 2024 Benno Liebner

### Wappen
Das Wappen wurde am 26. Oktober 2010 durch den Landkreis genehmigt.
Blasonierung: „In Blau drei silberne Wellenpfähle, dazwischen zwei goldene Ähren mit je zwei Halmblättern.“
Die Hauptfarben des Wappens sind – abgeleitet vom Hauptwappenmotiv (Wellenpfähle) und Schildfarbe – Silber (Weiß) / Blau.
Das Wappen wurde vom Magdeburger Heraldiker Jörg Mantzsch gestaltet. Es nimmt Bezug auf die drei Flüsse Bode, Holtemme und Selke sowie die von Alters her in den Dörfern betriebene Landwirtschaft. Bode, Holtemme und Selke waren wesentlich für die einstige Ansiedlung und Entstehung von Städten und Gemeinden. Ihre Wasser dienten zur Ernährung, zur Viehtränke, zur Feldwirtschaft und war eine Basis der beginnenden Industrialisierung durch Entstehen von Mahl-, Schneide- und Walkmühlen. Die Landwirtschaft wiederum war in weiten Teilen der Haupterwerbszweig der Bevölkerung.

### Flagge
Die Flagge ist blau – weiß – blau (1:4:1) gestreift (Querform: Streifen waagerecht verlaufend, Längsform: Streifen senkrecht verlaufend) und mittig mit dem Wappen der Verbandsgemeinde belegt.

## Verkehr
Die Verbandsgemeinde liegt an den Bundesstraßen 81, 79 und 245. In Nienhagen, Wegeleben und Ditfurt gibt es Stationen an der Bahnstrecke Magdeburg–Thale. Außerdem liegt der Bahnhof Wegeleben neben dem Haltepunkt Hedersleben-Wedderstedt an der Bahnstrecke Halle–Halberstadt.